# 千与千寻
《神隱少女》 （日语：／ Sen to Chihiro no Kamikakushi）是一部由吉卜力工作室製作、宫崎骏擔任導演和劇本，於2001年7月20日上映的日本動畫電影。其配音演員包括柊瑠美、入野自由、夏木麻里、中村彰男、玉井夕海、神木隆之介、内藤剛志和澤口靖子等人，內容講述一個10歲的小女孩荻野千尋與其家人誤闖了神靈世界，之後經歷成長，並不斷尋找方法來令自己和父母返回人類世界的故事。
宮崎駿在製作這部電影時，根據他的朋友奧田誠治（該片的副製片人）十歲的女兒為靈感而編寫劇本，《神隱少女》的預算為1900萬美元，並在2000年開始製作。宮崎駿的粉絲和朋友皮克斯動畫師約翰·拉塞特說服華特迪士尼影業購買了該電影的北美發行權，並擔任其英文版的執行製片人。
《神隱少女》由德間書店、日本電視台、華特迪士尼家庭娛樂公司、东北新社、電通和三菱商事協助製作。由東寶發行，此作品為宮崎駿帶來事業上多項成就，在票房方面於日本國內創下2350萬人次觀看、308億日圓收入的記錄，超越了1997年美國影片《鐵達尼號》在日本上映的272億日圓票房成績成為日本史上票房最高的電影，直到2021年才被《鬼滅之刃劇場版 無限列車篇》超越。2020年因電影重新上映，票房上修為316.8億日圓。
獎項方面，《神隱少女》於2002年獲得第52屆柏林影展金熊獎，第75屆奧斯卡金像獎最佳動畫片等十多項以上日本國內外電影大獎。多數媒體也對此影片給予正面回應，如《紐約時報》評比為21世紀最佳前25部電影的第2名，《Time Out》雜誌將此列在史上前15大動畫電影的首位等等。在2016年由英國BBC贊助的一項民意調查中，來自世界各地的177名評論家將其評為「21世紀100部最偉大的電影」中的第四名。

## 故事简介
某天，年仅10岁的少女荻野千尋跟著父母坐在車上準備前往要搬入的新家。在路途當中千尋的父親因開錯方向來到一條有著隧道入口的小徑。千尋的父母在一時好奇心下帶著她前往隧道裡頭一探究竟。
通過隧道的千尋見到眼前另一端是個看不到任何人的小鎮。當千尋的父母來到小鎮裡發現到有間擺滿食物的無人餐館，便於未經允許的情況下隨意享用裡頭的餐點。
由於千尋不想跟父母一同亂拿食物，於是索性在小鎮裡四處閒晃，途中在一座橋對面看到一棟像是旅店的建築。該建築實際上是由一位名為「湯婆婆」的魔女所經營，提供各方神明泡澡歇憩，名叫「油屋」的澡堂。
當千尋走到橋上時，遇到一位名叫「白龍」的神祕少年，向她警告這裡不是她應該進入的地方，就在此時城鎮裡各處突然冒出像是鬼魅般的形體。被眼前情況受到驚嚇的千尋，跑向父母所待的餐館要他們趕緊一同離開，但湯婆婆對千尋父母隨意享用食物的行為震怒，於是施法將兩人變成豬作為嚴懲。
千尋看見父母變成豬而再度受到驚嚇，開始漫無目的地到處亂跑。就在千尋不知該如何是好時，之前橋上的白龍出現在她面前表示著他願意協助千尋渡過危機。白龍暗中將千尋帶到油屋並向她解釋若要在這個世界存活下來，唯一方法是要向湯婆婆獲得在油屋工作的資格。之後千尋面臨必須在油屋裡接觸不同形形色色人物、以及各種困難和危機，而她原先嬌縱的心理也隨著歷程開始展開不同變化。为了帮助因為竊取湯婆婆的雙胞胎姐姐錢婆婆的魔女印章、被錢婆婆給懲戒的白龙，她独自到钱婆婆那里送回魔女印章并在白龙接她回去的路上想起来白龙的名字。最后她通过汤婆婆的考验，與白龍互相告別，和父母一起回到現實世界。。在片尾名單的最後一幕是千尋當年不慎掉落在河裡、促成千尋和白龍相遇的鞋子。

## 角色

### 介紹
荻野千尋（おぎの ちひろ ogino chihiro）/小千（せん sen）
本片中心人物，為10歲的小學四年级女生，有著對於凡事抱持著無趣、提不起勁的性格。她在與父母搬家路途中意外进入了神靈世界，遇到父母遭施魔法变成猪的危機。之後在一位名為白龍的神祕少年協助下，得知需設法留在由湯婆婆經營的澡堂「油屋」裡工作才有生存機會。雖然她與湯婆婆見面後簽下了契約得到一份工作，但被對方剝奪屬於自己的本名來作為束缚，並改名為「小千（せん）」。隨著在油屋經歷眾多磨練，以及得到其他人的幫助下千尋性格逐漸有了成長。最終她通過了湯婆婆的考驗，從油屋獲得自由並與白龍告別後，順利見到了父母，回到原來的世界。
白龍（ハク）
原是掌管一條名為「琥珀川」的河神，本身原形為龍並可變化外表成十二歲左右的少年，本名是「饒速水琥珀主」。因所掌管的河川在人類興建大樓時遭填平，在無所歸處情況下來到油屋成為湯婆婆的弟子，並改名為「白龍」擔任油屋的管理人員。過去曾接觸和救起在河裡溺水的年幼千尋，因此在遇到誤闖神靈世界的千尋便立刻認出對方。他在千尋待在油屋期間私下給予很多帮助，也是對千尋幫助最多的。最終在千尋的提醒下想起自己本名，千尋從油屋獲得自由後，決定向湯婆婆表示不再做她的弟子，並在離別前夕向千尋表示走出隧道前千萬不可回頭，表示自己未來一定會跟千尋再相見。
吉卜力工作室官方推特在2022年1月發佈觀眾對電影的提問與解答特輯，指出白龍的名字裡的「饒速水（日语：ニギハヤミ）」取材自飛鳥時代與蘇我氏相爭敗北的物部氏祖先「饒速日命（日语：ニギハヤビノミコト）」和身兼河神與龍神的「速秋津彦（日语：ハヤアキツヒコ）」，針對觀眾提出千尋與白龍日後是否再度重逢的問題，吉卜力工作室的回覆為「白龍是千尋故居附近的河川主人，假如千尋過去造訪那條河川的話……」。
湯婆婆（銭山 湯）（ゆばーば）
身材短小、身形肥胖，有著巨大頭顱及鼻子模樣的老婦人，其實是個法力強大的魔女。為澡堂「油屋」的經營者，並且是裡頭職員畏惧的存在。她擁有能奪走他人的姓名，以此束縛對方為自己工作的能力。個性易怒，為人霸道、獨裁，並喜愛著錢财，也有著對光臨油屋的客人慎重和氣接待，以及私下面对她的兒子小少爺的寵溺、束手無策等多種場合描寫。。與雙胞胎姊姊錢婆婆因為個性和價值觀的差異不合。在儿子小少爺被帶回來後，向千尋提出在豬群中找出父母的考驗，在千尋通過考驗感謝她的照顧時，露出不屑一顧的態度。
鍋爐爺爺（東野克平）（かまじい）
油屋的鍋爐房主管，負責控制著澡堂泡澡用的藥材和熱水。表面上為普通人類老爺爺模樣，但長有可隨意伸縮的六條手臂，宛如蜘蛛般的形象。雖拒絕了千尋在他底下工作的請求，但仍請油屋職員玲帶千尋去了湯婆婆那裡試運氣，往後也給予千尋許多幫助。在千尋通過湯婆婆的考驗後，與「油屋」眾員工和顧客歡慶千尋的成功。
無臉男（カオナシ）
一名神祕孤獨的鬼怪，外觀全身黑色並头戴一个白色面具，自身缺乏對話能力僅能發出簡單的呻吟聲以及點頭或搖頭。從一開始在油屋門口的橋上對千尋产生兴趣，而起初也只有千尋注意到它。在千尋以為它是油屋的客人而讓它進來房內避雨後，幫助千尋取得藥浴用的藥牌，但亦開始受到裡頭對於金錢與世俗觀的影響，並偷偷吞下油屋員工青蛙來獲得與人對話的能力。靠著變出金子的花招在油屋裡引起巨大騷動，最後在千尋的幫助下被帶離油屋和吐出被吞下的員工，並一路跟隨她前往錢婆婆家。由於其裁縫手藝非常受到錢婆婆賞識，從此留在錢婆婆家。
須見玲（リン）
外表模樣為14歲人類女性，在油屋工作的職員，夢想有朝一日能離開油屋至遠方生活。起初對突然冒出在油屋的千尋感到訝異，之後在鍋爐爺爺的請求下掩護千尋去找湯婆婆簽訂合約。起初表面上不願意對千尋伸出援手，但背後给了千尋很多鼓勵和幫助，並成為千尋在油屋裡最好的朋友。在千尋通過湯婆婆的考驗後，與「油屋」眾員工和顧客歡慶千尋的成功。
坊寶寶（銭山 坊）（ぼう）
湯婆婆的獨子，為外形巨大的嬰兒，體型比湯婆婆還要大。性格嬌慣，因湯婆婆要求隔離外頭「不好的细菌」，而天天待在堆滿著玩具和枕頭的房間裡。故事中被錢婆婆變成一隻小老鼠，並跟隨千尋展開一段小旅行，在過程中性格有了很大成長，亦在返回「油屋」變回人形的當下懇求婆婆能讓千尋與父母團聚。千尋通過湯婆婆的考驗後，與「油屋」眾員工和顧客向千尋道別。
錢婆婆（銭山 銭）（ぜにーば）
湯婆婆的雙胞胎姊姊，外型上和湯婆婆沒有任何區別，同樣也是個法力強大的魔女。與湯婆婆不同是個溫和慈祥的人，雖然也是個女巫，但她鮮少使用魔法，因性格上差異讓她和湯婆婆合不來，而獨自住在遠離油屋的郊外小屋裡。因為白龍盜取她的印章而前往油屋期間，順手將坊寶寶變成老鼠。在千尋前往會見她時給了千尋很多具意義的啓示，離別前與無臉男、坊寶寶編製一條髮圈贈與千尋作為護身符，並收留無臉男成為她的助手。
荻野明夫（おぎの あきお）
千尋的父亲，35歲，有著對於任何事情都很自信的豪放性格。因在神靈世界的餐館裡隨意吃了店里的食物而變成豬，引發了整個故事的開端。事件落幕後恢復原樣，和妻子、千尋離開神靈世界，並駕車載著妻子與千尋駛離隧道入口。
荻野悠子（おぎの ゆうこ）
千尋的母亲，32歲，是個現實且自我存在感重的女性。她與丈夫相同因一時貪吃緣故，而被湯婆婆施魔法變成了豬。事件落幕後恢復原樣，和丈夫、千尋離開神靈世界。
父役（ちちやく）
油屋職員的小頭目，負責各項雜事及招待客人，職階位于白龍之下。
兄役（あにやく）
油屋員中類似課長階級的管理者，父役是其頂頭上司，同樣擔任歡迎客人的事務。
青蛙（あおがえる）
油屋中的员工，外型是一隻普通青蛙的形態。
番台蛙（ばんだいかえる）
在油屋櫃台負責管理和發配藥池裡所需藥牌的職員。
御白樣（おしら様）
外形如蘿蔔模樣，前來油屋澡堂的眾神祇之一，掩護了千尋讓她前往湯婆婆的房間。在千尋通過湯婆婆的考驗後，與「油屋」眾員工和顧客歡慶千尋的成功。
河神（かわのかみ）
前來油屋澡堂的客人之一，因出現時滿身的污泥及瀰漫著惡臭，讓油屋眾人以為祂是腐爛神，避之不及。實際身份為被垃圾污染的河神，在洗淨身軀後給予千尋一顆苦丸子（ニガダンゴ）作為謝禮而離去。而千尋對祂應對得宜亦受到湯婆婆的表揚。

### 配音員
| 角色                                   | 配音       | 配音     | 配音     | 配音     | 配音               |
| 角色                                   | 日本       | 臺灣     | 香港     | 中国大陆 | 美国               |
| -------------------------------------- | ---------- | -------- | -------- | -------- | ------------------ |
| 荻野千尋（おぎの ちひろ）/小千（せん） | 柊瑠美     | 許淑嬪   | 高可慧   | 周冬雨   | 戴薇·切斯          |
| 白龍（ハク）                           | 入野自由   | 汪世瑋   | 陳安瑩   | 井柏然   | 傑森·馬西登        |
| 湯婆婆（ゆばーば）與錢婆婆（ぜにーば） | 夏木麻里   | 陳季霞   | 徐愛貞   | 王琳     | 蘇珊妮·普雷西特    |
| 鍋爐爺爺（かまじい）                   | 菅原文太   | 沈光平   | 戴偉光   | 田壮壮   | 大衛·奧根·史蒂爾斯 |
| 無臉男（カオナシ）                     | 中村彰男   | 使用原音 | 使用原音 | 彭昱暢   | 鮑勃·伯根          |
| 小玲（リン）                           | 玉井夕海   | 劉小芸   | 朱慧玲   | 乔诗语   | 蘇珊·伊根          |
| 坊寶寶（ぼう）                         | 神木隆之介 | 張弘兵   | 蘇熙婷   |          | 塔拉·史壯          |
| 荻野明夫（おぎの あきお）              | 内藤剛志   | 曹冀魯   | 盧雄     | 湯水雨   | 麥克·奇可里斯      |
| 荻野悠子（おぎの ゆうこ）              | 澤口靖子   | 崔幗夫   | 陳靖允   | 季冠霖   | 勞倫·霍利          |
| 父役（ちちやく）                       | 上條恒彦   | 周寧     | 不適用   | 不適用   | 保羅·艾丁          |
| 兄役（あにやく）                       | 小野武彦   | 陈宗岳   | 不適用   | 不適用   | 约翰·拉岑贝格尔    |
| 青蛙（あおがえる）                     | 我修院達也 | 周寧     | 黎海文   | 不適用   | 鮑勃·伯根          |
| 番台蛙（ばんだいかえる）               | 大泉洋     | 吳文民   | 陳偉權   | 不適用   | 羅傑·邦巴斯        |
| 御白樣（おしら様）                     | 安田顯     | 使用原音 | 使用原音 | 使用原音 | 傑克·安奇          |
| 河神（かわのかみ）                     | 小林郁夫   | 吳文民   | 不適用   | 不適用   | 吉姆·瓦德          |

## 製作

### 契机与过程
宮崎駿在拍攝完動畫《魔法公主》後的1998年3月期間，開始提出要將柏葉幸子的小說《霧中的奇幻小鎮》改編成動畫電影的提案，該作品是描述一位名為莉娜的少女前往一個稱作霧之谷地方工作，與形形色色人物交會的故事。因過去在製作《心之谷》前便已有提出將此小說改編為動畫的討論會，這也是宮崎駿第二次提出將此小說改編為動畫的嘗試，並且想了一個叫做《吭喳咔喳街的莉娜》預定片名。
隨後《霧中的奇幻小鎮》仍沒有改編為動畫的機會，宮崎駿便另構想一個名為《畫煙囪的玲》的企劃，當時《畫煙囪的玲》的劇情是：「某日東京發生大地震後，在一片變為廢墟屋瓦的街道中殘存著一間澡堂。接著有一天從大阪市騎著單車來到東京的少女學生畫家『玲』，為了想要構思關於煙囪的圖畫，便向該間澡堂老闆請求能暫時寄住於此。而東京裡暗中存在著，從過去平安時代起便在幕後控制整個東京的『石原一族』，玲之後將會與該集團接觸產生對抗。」的故事。在這篇構思作品裡頭，曾與宮崎駿會面交流過的日本藝術家荒川修作，有成為劇中登場角色的參考來源。
在宮崎駿花了約一年的時間繪製《畫煙囪的玲》概念圖後，於吉卜力工作室差不多把高畑勳執導的1999年動畫《隔壁的山田君》給製作完成時期，宮崎駿將他的想法告訴了吉卜力影片製作人鈴木敏夫，要讓《畫煙囪的玲》成為工作室下一部推出的作品。但鈴木敏夫發現此作品最後劇情走向是年輕少女玲與原先和她有敵對關係的年邁男澡堂老闆，最後墜入戀情的愛情故事，他在覺得跨年齡戀愛題材應該不討好情況下否決了這個企劃。鈴木敏夫隨後想到由電視影集《大搜查線》改編在1998年推出的電影版裡，劇情當中將年輕一輩的互動行為與舉止描述地令他印象深刻，便向宮崎駿提議應該製作一部以年輕人為主題的作品。
之後宮崎駿便捨棄《畫煙囪的玲》，把新電影主題對象改成在日本電視台工作的友人奧田誠治之親生女兒「千晶」。因為奧田誠治曾在暑假期間帶著千晶前往宮崎駿岳父於長野縣搭建的山上小屋裡遊玩，讓宮崎駿與她熟悉起來成為了朋友。另外宮崎駿想在電影的主題上，是對著像千晶那樣年齡的女孩傳達出即使處在現今世界社會裡──「沒問題，妳絕對做得來。」如此訊息，主要觀眾群同樣定位為像千晶那樣十來歲的少女。
另外鈴木敏夫的一位喜歡上酒店朋友的說法，也成為《神隱少女》的創作契機之一。該名朋友曾表示過在酒店工作的女性，就算原本是個性害羞的人也會在為了得到金額報酬的情況下，不斷提升在接待男性客戶時的溝通能力；而前往酒店的男性也同樣地會在與酒店女性的互動狀況之下，改變自己的溝通方式。這段說法給了宮崎駿靈感，想出故事內容是讓一位原本驕寵的女孩突然闖入到未知世界，之後為了生存而不得已和各種形形色色的人物互動，從而提升自己待人處事能力。
影片以約19億日圓的金額作為預算，製作途中吉卜力工作室曾有面臨進度會趕不上首映日期的情況，而採取工作室創立以來首次向日本本地外動畫室請求援助的方案，當時曾派遣四名員工至曾參與過《大都會》、《人狼 JIN-ROH》等作品的南韓動畫室「D.R. Digital」請求支援。最後於2001年夏季在日本各地劇院上映。

### 作品设定

#### 架構
宮崎駿將劇中千尋所闖入的異世界作為整個日本的寫照。他将主要的背景場景設定為澡堂，这是因为他年幼時期认为此類場所是很神祕的存在。而每年日本陰曆11月時期，日本靜岡縣、岐阜縣、長野縣一帶有數名扮演神祇的人員前往鍋爐裡泡澡，这种祭典被称为霜月祭，是劇情裡眾神們會抽空前往油屋泡澡休憩的靈感。由于油屋座落在異世界，便設定在油屋外方的花園中同時盛開著杜鵑、紫陽花、椿花、梅花等花卉，代表現實世界裡的不同季節。
在《神隱少女》的世界觀中，宮崎駿將「語言」定位成是種能夠帶來力量的東西，代表千尋在異世界裡從口中所吐露出的想法，決定她是否能有生存下去的機會。故事裡湯婆婆能够奪走屬於對方的本名，宮崎駿赋予这种行为有逐漸控制住個人的含義。宮崎駿在製作此影片期間，偶然回想出原先已記不清楚的兒時回憶，這個令他覺得不可思議的體驗使他將「曾經發生過的事絕對不會忘」的概念套用在電影中。
千尋的父母會變成豬是出自於宮崎駿認為他們若一直待在千尋身旁，只會妨礙到千尋的成長，並認為從日本泡沫經濟發生後，到現今仍沒弄懂原因情況的成年人也跟千尋父母一樣都變成了豬。
作品原先的結局是千尋與白龍合力擊敗湯婆婆、錢婆婆等人，最後千尋成功救出父母隔日又正常地快樂生活，讓大眾較易理解內容的娛樂電影。之後因劇情長度問題而讓宮崎駿捨棄該想法，改成將神祕角色無臉男擔任動畫後半段主要人物，並以此大幅度修改情節。
雖然宮崎駿一開始想改編為動畫的小說《霧中的奇幻小鎮》最後沒被採用，但該作品裡少女在奇妙小鎮工作的情節仍有影射在影片當中。其它多部小說著作也提供影片劇情上的靈感來源，如描述一名少女踏入奇異世界的《愛麗絲夢遊仙境》，少年在魔法師下當學徒並伺機尋求自由的《鬼磨坊》，若能得知對方的「真名」便可掌控對方一切如此般設定的奇幻小說《地海巫師》，以及在異世界中乘坐列車旅行的《銀河鐵道之夜》等等。

#### 角色

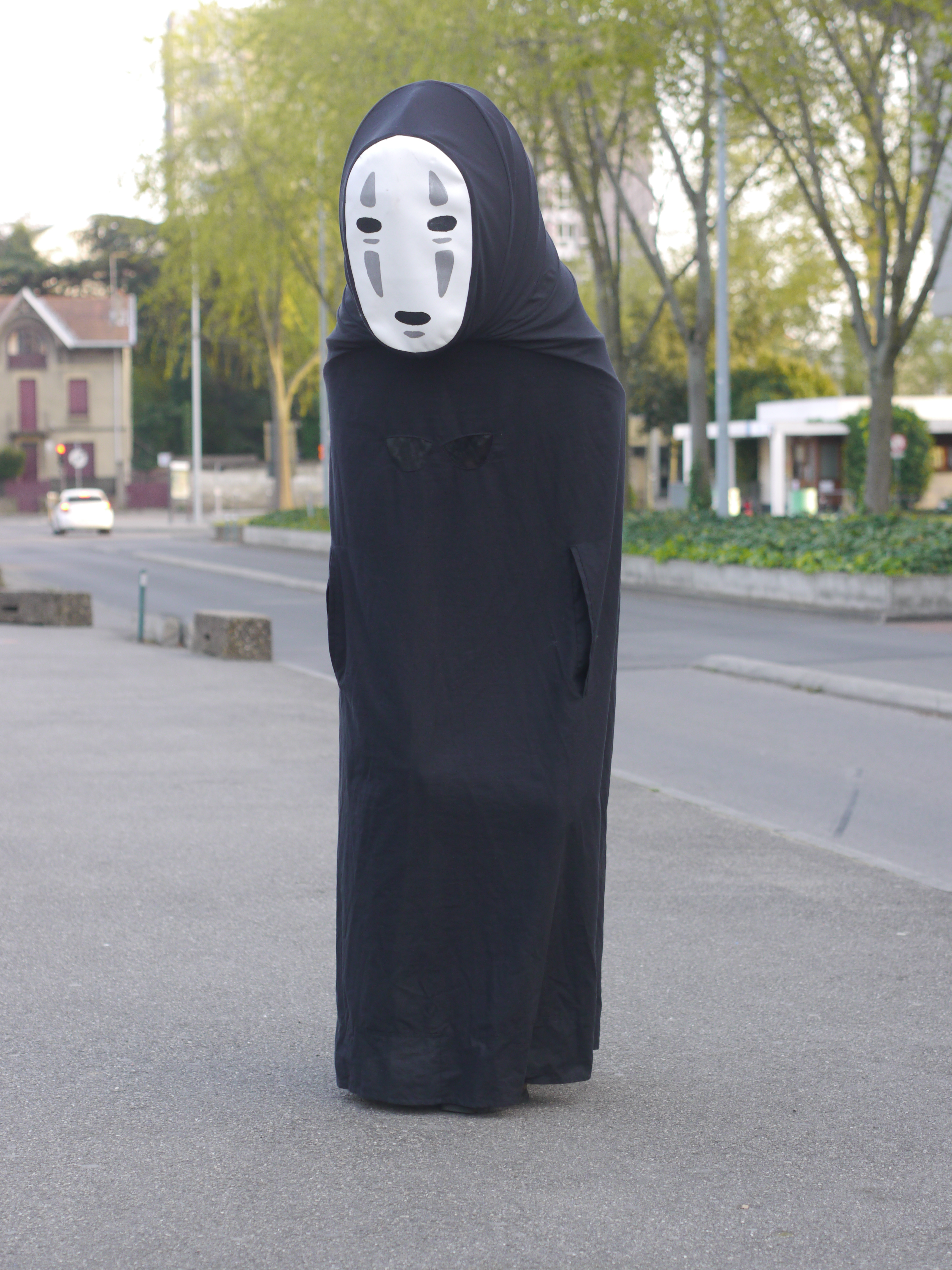
一位在2014年Haru Japan Touch活動上Cosplay無臉男的角色扮演者。無臉男列為《神隱少女》主要角色一事，起初未在原先製作計劃中。

日本電視台影片製作人奧田誠治當時年齡約十歲的女兒千晶是荻野千尋部份的設計來源，雖然宮崎駿在提供對方照片給製作群參考已經是《神隱少女》進行作業後的一段期間。另外千尋在製作初期沒有特定的參考對象。千晶過去前往宮崎駿岳父在長野縣所搭建的小木屋度假時，她不小心將運動鞋掉到河川讓眾人追著鞋子跑的插曲，有被宮崎駿作為影片中一段劇情的靈感。外觀上宮崎駿表示著並不想將千尋繪製成美麗或是醜陋的少女，而希望她是個會透過人生歷練，塑造出屬於自己神情的角色。
另外奧田誠治本人最初曾是千尋的父親荻野明夫造型範本，但試畫結果有過於上年紀的感覺而作了更換，更改成現在外觀有點肥胖、性格樂天派的角色。在作品裡荻野明夫有些粗魯的駕駛方式，為宮崎駿觀察奧田誠治開車時所記下的模樣。千尋的母親荻野悠子是從在吉卜力出版部裡就職的女性員工來獲得靈感，一開始的造型是捲髮及化著濃妝的婦人，因呈現出來的感覺過於俗氣便修正成僅塗著口紅模樣，而她具備現代社會化的女性風格是宮崎駿首次在角色上的嘗試。
油屋方面角色白龍以讓人有「透明感」且飄渺的感覺為原則，並著重在眼睛瞳孔色相的處理。因宮崎駿並未計劃把千尋設計成外觀出色的人物，便將白龍的模樣給美化作為互補組合。他的原名在日文裡寫法，部份字彙取自於日本神話人物饒速日命的假名。
湯婆婆外觀是仿造像在小說《愛麗絲夢遊仙境》插圖裡所出現的一些怪異造型角色模樣，她的兒子小少爺初期設計成具備著成人與嬰兒的雙重心智，到最後只留下嬰兒部份的個性。鍋爐爺爺的最初外觀為普通老人造型，為了表現上的趣味在中途添加能由身驅長出其它手臂之設定，其中手臂模樣注重在要像上了年紀的老年人般，因年長消瘦而顯露出緊貼在皮膚下的骨骼，另負責影片畫面攝影的奧井敦曾提及鍋爐爺爺是以他為範本的角色。千尋的前輩玲在動畫中雖未特別提及來歷，但早期設計稿中有將她歸類在由白狐、或是鼬鼠所變身的角色，外型方面影片作畫指導安藤雅司有將原先宮崎駿所描繪的玲給修飾成較有女人味。其他油屋員工也設定成是由各種動物所變化的人類，男性、女性職員分別以由青蛙、蛞蝓所變身而成作為主要設定。
前來油屋泡澡的眾神造型方面，宮崎駿表示著他雖然沒有特定參照像《百鬼夜行繪卷》之類的作品當參考，但為了表現出祂們是因疲累而前來油屋泡澡休息，所以不將祂們外觀繪製成莊嚴模樣。在電影中外觀如蘿蔔協助千尋前往湯婆婆房間的神祇御白樣，在現實中是日本東北地方一帶所信仰的一種神靈之名稱。另外同樣在東北地方男鹿半島裡的習俗節慶生剝鬼節，其活動裡由人所扮演的惡鬼造型模樣也有引用至電影中。影片裡採用了兩種造型的日本古代流傳之牛首妖怪牛鬼，其中一種是穿著印有「油屋」圖樣的浴衣，另一種為泡在浴池裡臉上掛著面布的模樣，其中該面布造型靈感為平安時代於宮廷演奏日本雅樂時所披戴的一種雜面「蘇利古」（そりこ）。有些原創神祇角色是從古時器具作為造型改編，像是由春日大社流傳出的雜面被創作成劇裡登場的春日神。動畫裡的河神以全身沾滿垃圾的模樣出現，是出自於宮崎駿休假時和社區住戶一同清潔骯髒河川之經歷中獲得的靈感，劇情裡祂被洗淨身軀重新化身為龍的姿態模樣，則有參考自漫畫家諸星大二郎的作品。
作品後半段主要角色無臉男在一開始出現的分鏡圖裡僅以「外型奇怪的神」（へんな神）如此簡單註解帶過，之後因宮崎駿原先擬定的故事情節會將影片時間拖到3個小時以上，為了修改情節內容而被宮崎駿挑選成劇情要角。後續在吉卜力2010年動畫《借物少女艾莉緹》的發表記者會上，製作人鈴木敏夫表示無臉男的模特兒即為該片導演米林宏昌。在鈴木敏夫對外發表「米林宏昌為無臉男模特兒」的說法多年後，米林宏昌則透露當時實際的情況其實是他在繪製無臉男站在油屋門外一景時，一旁的宮崎駿看到畫面上的無臉男隨口說出「這個東西好像麻呂啊」，工作室內隨後將他流傳成是無臉男的模特兒，也讓鈴木敏夫順勢拿來做宣傳話題，另外米林宏昌表示著大家會說他像無臉男的地方是「站著發呆的模樣很像它」。在初期無臉男也曾有穿戴著披風較花俏模樣外觀的設定。
另一劇情後半段重要角色錢婆婆在早期設定有和湯婆婆為一高一矮、一瘦一胖的對比設定，與動畫中所呈現的造型不同。宮崎駿一開始想將錢婆婆設定成具備著更強大威力，在幕後支配湯婆婆的魔女，也是千尋必須與白龍合作擊敗的敵手，但此設定遭安藤雅司以「得多拖上一年時間才畫得完」為理由反對；以及鈴木敏夫的「雖然聽起來很有趣，但劇情在2小時內會無法結束，必須延長到3個小時。」等異議而取消。之後為了處理上的方便，將錢婆婆容貌、衣裳，包含到手上戒指模樣都弄成與湯婆婆一致。而錢婆婆的設定變更，也間接產生出讓無臉男得到成為劇中主要角色之一的機會。

#### 場景

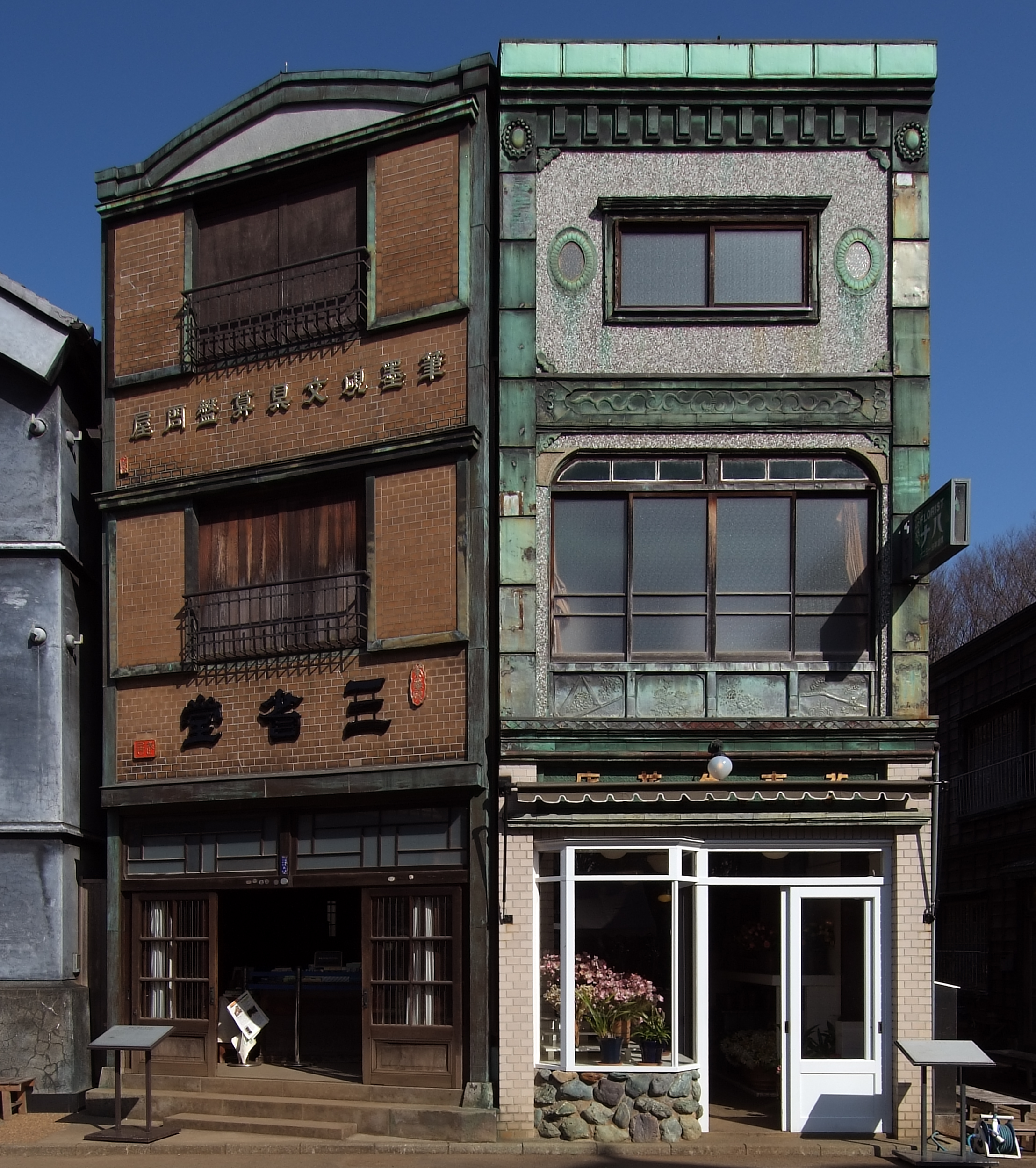
鍋爐爺爺工作室環境的參考場所「武居三省堂」（左）

在戲劇開頭中千尋前往新家的路上參考了四方津車站一帶和由日本橋往山梨縣的甲州街道，所描繪內容是將甲州街道原有一些沿著山陵路途景色將山陵上方部份去掉再補上住宅區所畫出的模樣。初期曾有千尋搬入新家後的場景描寫，但事後遭到撤銷。
千尋一家闖入的異世界小鎮，是以位在吉卜力附近西北方的小金井公園中江戶東京建築園作為主要場景造型來源，該園區有將昭和早年時期的舊式建築遷移至裡頭，是宮崎駿過去在製作《神隱少女》前，便已多次探訪的地方。園區中文具店「武居三省堂」裡放置東西的木櫃，是劇中鍋爐爺爺存放泡澡用藥材木櫃的範本，也是宮崎駿在園區裡最鍾意的景點，其中園內裡也放置著類似動畫裡海原電鐵電車外觀的列車廂。在異世界小鎮裡的飲食店，有用新橋車站西側烏森口一帶的鬧區作為範本。
油屋的造型來源是參考江戶東京建築園內的子寶湯澡堂，以及19世紀末於愛媛縣松山市建造的澡堂道後溫泉本館。在油屋裡頭所充斥混合著和式、西式的風格裝潢，是引用建於東京都目黑區有著「昭和龍宮城」稱號的目黑雅敘園，或位在千代田區接待外賓用的鹿鳴館，以及日光市的日光東照宮、京都的二條城等等。油屋女性員工的休息房間方面，是從過去1950年代在彥根市發生抗議工作環境「近江絹糸爭議」事件中的女性員工宿舍模樣，或東村山市的國立痲瘋病資料館裡所提供痲瘋病患居住場所資料來當造型來源。湯婆婆房間內擺置的豪華器具，則以伊萬里市一帶出產的陶瓷「有田燒」作為參考。錢婆婆在沼底一帶的住屋，是以英國傳統農莊的茅草屋當範本。
因為場景與臺灣新北市瑞芳區的景點九份相似，曾有民眾傳言電影場景是取材自九份，但在2013年9月宮崎駿接受電視臺TVBS專訪時提出《神隱少女》有許多取材的地點；但並未包含九份。鈴木敏夫、宮崎駿兩人心中的《神隱少女》其實在首爾某地。吉卜力的社長星野康二在2015年夏季來到臺灣參與海外吉卜力商品門市開幕活動时，也表示宮崎駿並未去過九份。另外位於上野原市一帶的公寓居所，因為類似影片開頭千尋前往新家時的路段景色，在當地遂漸流傳出可能是參考的場所之一。
- 道後溫泉本館
- 江戶東京建築園的子寶湯澡堂
- 江戶東京建築園裡置放的一列都電7514型車廂

### 作畫、美術
本篇動畫的作畫指導由安藤雅司出任，他自《魔法公主》時期即為宮崎駿重用的人選。之後因作畫量過於龐大，讓高坂希太郎與賀川愛兩人中途一同加入作畫指導陣容。作畫風格上的處理安藤雅司是以表現正確為優先原則，不像宮崎駿會為了較誇張的畫面效果而不在意透視技法。在追求能達到呈現出活生生的肢體模樣目標上，影片前段裡安藤雅司使用許多方法來表現出千尋慵懶、動作緩慢、眼神無力的描寫，之後影片後段因千尋性格轉變，讓她面部的表情開始豐富起來、動作節奏也加快，使得安藤雅司對於過程轉變造成與他當時繪製的出發點不一致感到遺憾。鈴木敏夫事後反應出當時宮崎與安藤兩人之間的情況，就像劍豪們互相較勁模樣。而負責影片的動畫師人員超過40名，是在此之前吉卜力動員動畫師人數最多的一次。
負責美術指導的武重洋二表示宮崎駿對於在畫面內容上提出要以「赤色」作為此部動畫的基準色彩，包含即使令人覺得俗氣或是強烈到覺得會刺眼程度的赤色都可採用，其中動畫裡前往油屋的木橋便是塗上相當濃厚的赤色。在劇中出現的建築物部份則需要混合著西洋味的異國風格，或是能令人感到懷念的景色為主，如此要求條件讓武重洋二參考了目黑雅敘園等多處融合日式及西洋式的場景。

### 數位畫面
《神隱少女》延續吉卜力前一篇劇院動畫《隔壁的山田君》的手法，將整篇作品採用電腦數位技術來製作畫面。吉卜力使用的方式是場景畫面先使用手工描繪，之後再將完成的圖稿掃描至電腦中將背景給呈現出立體感。並且是日本電影界裡首部使用DLP高畫質顯像技術的影片。
先前宮崎駿在觀看《隔壁的山田君》時，有特別注意到影片前段裡山田老爹與山田太太一同搭乘雪车衝向海洋的幻想劇情橋段，便想將當時以數位技術表現出海洋場景的技巧給更進一步套用在本篇動畫上。負責數位作畫的片塰満則將處理海原電鐵窗外的海洋景色過程視為最令他印象深刻部分，而宮崎駿也將海洋視為本篇動畫裡最難製作的場景。
一些人物快速移動橋段中有使用軟體演算法來做出有由遠處拉至近端的模樣，如動畫裡白龍拉著千尋的手用快跑速度衝向通往油屋小徑的場景中，畫面像是扛著攝影機由外往內拍攝的感覺，便是透過電腦數位攝影達到過去手繪動畫難以呈現的效果。
在色彩處理方面採用由IMAGICA所開發的「Color Management System」系統，以增加畫面製作上可選用色數。雖然宮崎駿當時是為了效率因素讓此作品採用數位作畫，在檢視畫面時仍對由電腦產生的色彩有所顧慮，但擔任吉卜力多部作品色彩設計的保田道世反應著正是因為採用了數位色彩管理系統，在選擇顏色方面更有發揮的空間。

### 音效
許多片中音效由負責混音工程的井上秀司前往至實際場景錄製，例如油屋裡澡堂的流水聲來自於群馬縣草津溫泉。鍋爐爺爺工作環境裡的吵雜聲，則收錄在屋久島上製作「阿多良窯」陶藝家們的工作室聲音。
其它像千尋父親荻野明夫開著汽車跑山路的場景，是請奧迪公司協助派人在福島縣磐城市裡，採用和動畫裡同款的奧迪A4汽車開在凸凹不平道路上錄製聲音下來。白龍身上龍麟所發出的摩擦聲，則來自愛知縣寶飯郡一帶的雲母工廠請人敲擊雲母所發出聲音。
在劇院放映的格式採用了杜比數位6.1環繞音效聲道，是日本電影界首部採用此規格的作品。

### 劇中音樂

#### 配樂
動畫配樂由與宮崎駿長年合作的作曲家久石讓負責，錄製地點在位於東京墨田區的墨田Triphony音樂廳進行。創作期間久石讓認為在影片開頭時可不必像一般電影採用盛大的配樂來開場，想只用單一的鋼琴伴奏來描繪出千尋的心情。
雖然久石讓評估在千尋的部分僅使用鋼琴處理即可，為了表現出片中的世界觀仍採用多種樂器或曲風伴奏，包含像甘美朗、沖繩民謠、或峇里島風格音樂等多樣嘗試。
本次令久石讓印象深刻創作是湯婆婆的角色曲子，因為在該曲子中有出現由鋼琴的最高音、最低音同時彈奏的段落。作為電影原聲帶雛形的印象專輯曲目當中，宮崎駿對裡頭特別喜愛的配樂為《海》，此曲後續改編成千尋搭程海原電鐵時的配樂《第六個車站》。

#### 片尾曲
動畫片尾曲《永遠常在》由作曲家木村弓與詩人覺和歌子兩人完成。創作的契機是過去木村弓看了宮崎駿的電影動畫《魔法公主》後大為感動，興起了念頭希望自己能替宮崎駿往後的動畫演唱歌曲，便自薦將自己演唱的CD、錄音帶作品寄給宮崎駿聆聽。在宮崎駿收到木村弓的來信與作品時，他尚處於構思《畫煙囪的玲》作品內容階段，事後宮崎駿回覆給木村弓，表示著若有機會願意讓她替那部預定動畫作品演唱歌曲。
收到宮崎駿回覆的木村弓在一個月後某日準備著個人地方音樂活動時，腦海突然構思了一段她覺得不錯的旋律以及幾句歌詞，並認為這段旋律有適合作為《畫煙囪的玲》主題歌的可能。事後木村弓向友人覺和歌子提及該旋律與《畫煙囪的玲》的劇情時，覺和歌子心中立刻浮繪出「一名女子登上煙囪後，望著一片因地震造成的廢墟城鎮以及遠方海洋。」這樣的場面，便藉此靈感和木村弓所想的幾段字句來寫出一整套歌詞，完成了歌曲《永遠常在》。
之後木村弓將《永遠常在》寄給了宮崎駿，並向他建議這首歌適合放在《畫煙囪的玲》當中。但隨後宮崎駿回覆表示雖然這是一首很棒的曲子；不過那部片的製作企劃已遭到中止，而讓木村弓能演唱主題曲一事暫無後續發展。在宮崎駿製作《神隱少女》時，偶然發覺木村弓先前寄來的《永遠常在》裡一段歌詞「若是一切歸零開始，心境反而更加充實」頗能和此作品劇情有所共鳴。於是宮崎駿提議將《永遠常在》作為此動畫的片尾曲，取代了原先久石讓完成的歌曲《回到那一日的河川》。

### 配音
負責劇中荻野千尋配音的女演員柊瑠美出自於宮崎駿的決定，當時宮崎駿是一聽見對方聲音便直覺她是適合千尋的人選，而柊瑠美表示與過去在攝影機面前演戲相比，只用開口方式來表現出演技是較難的挑戰，其中影片開頭要讓千尋以任性口氣抱怨收到的鮮花「只有一束」，是她重複多次錄製才成功的橋段，柊瑠美在劇中表現事後為自己拿下2002年東京動畫獎裡最佳配音的榮譽。為白龍配音的入野自由則對片中白龍演出表現感到欽佩，並自嘲若是本身遇到像電影裡的情況絕不會像白龍那般冷靜。
演員菅原文太會成為替鍋爐爺爺配音的契機，是出自鈴木敏夫以直覺認為他會是將鍋爐爺爺在片中一句對白「這就是愛、是愛」說得最動聽的人選。擔任湯婆婆及錢婆婆雙胞胎兩人的夏木麻里則表示著在配音過程中，湯婆婆是她過去在電影《里見八犬傳》裡所飾演的反派「玉梓」後，最令她印象深刻的角色。負責玲的玉井夕海先前是由宮崎駿舉辦的講習會「東小金井村塾」第二期學生，後續經宮崎駿提拔以不屬於職業聲優與演員的身份加入配音群。湯婆婆的兒子小少爺，是當時仍為童星的神木隆之介擔當，他為小少爺配上的哭喊聲在過程中是以一口氣不間斷地成功演出。無臉男呻吟的聲音則是由舞臺劇團「文學座」演員中村彰男所發出，他過去便有在《魔法公主》裡客串配音的經歷。
一些劇中配音表現效果像是千尋吃下白龍做的飯糰，或千尋的媽媽在小鎮飲食店內品嚐雞肉等飲食的場景，是將實際的飯糰、炸雞等食物帶入錄音室內讓配音人員一邊食用一邊配音。而影片裡角色兄役一邊跳舞、一邊諂媚無臉男橋段裡所出現的歌謠，是出自宮崎駿的個人即興創作，他讓該歌曲內容告訴給負責兄役的小野武彦後，讓對方同樣以邊跳動邊錄製來方式完成配音。
日本海外的台湾版中文版配音由华特迪士尼负责進行，中國大陸销售的光碟在配音演員方面與臺灣版相同但重新譯製了字幕。2019年在中国大陆影院上映的中文配音版本由中国电影股份有限公司译制中心译制。
英語版配音製作是由皮克斯動畫工作室動畫導演，並且為宮崎駿友人的約翰·拉薩特監製，當時《神隱少女》首次在美國放映便是在皮克斯裡頭試播，拉薩特在看完後對於內容相當喜愛，之後迪士尼公司詢問拉薩特是否願意協助該片在北美上映事務，便答應接下英語方面的配音事務處理。過程裡拉薩特找來了迪士尼動畫《美女與野獸》聯合導演柯克·維斯負責此片的英語版配音導演，英語版對白是由唐納·H·休伊特（Donald H. Hewitt）和辛蒂·戴維斯·休伊特（Cindy Davis Hewitt）夫妻一同改寫，他們嘗試將英語對白修飾成較貼近日語的嘴脣動作，並且設法把片裡日式文化內容給表達成能讓美國當地觀眾較易理解。另外為了向觀眾解釋結局情況，英語版配音在影片結尾千尋一家開車遠離的那一幕中，多錄製一段千尋父親與她的對話：「『以後要待在新家跟新學校，會有點嚇到妳吧？』（A new home and a new school? It is a bit scary.），『我沒問題的。』（I think I can handle it.）」。在迪士尼動畫《星際寶貝》中替主角莉蘿（Lilo）配音的黛薇·雀絲，擔任了千尋的英語版配音員，黛薇·雀絲後續也對她所參與的兩部動畫作品能同時得到第75屆奧斯卡金像獎最佳動畫片提名一事感到榮幸。
2019年为迎合中国市场，中文配音版和日语版同时上映，《千与千寻》中文配音中周冬雨配音千寻、井柏然配音白龙、彭昱畅配音无脸男、王琳配音汤婆婆、田壮壮配音锅炉爷爷。

## 宣傳

### 方針
《神隱少女》推出前，因宮崎駿執導的上一部作品《魔法公主》打破當時1997年以前的日本票房紀錄，而讓鈴木敏夫對於該如何決定影片宣傳程度一事拿捏不定。之後當時正替興建中的吉卜力美術館負責館內綠地設計的宮崎駿長子宮崎吾朗對此提出「讓它票房是《魔法公主》的一倍」，加上在博報堂底下負責協助替《神隱少女》宣傳的藤巻直哉表示「這部片應該能成功，電通公司那邊的人估計票房大約可以達到《魔法公主》的一半左右。」等人發言刺激到鈴木敏夫，讓他決定大幅度增加影片的宣傳份量。鈴木敏夫在基於「同樣的廣告給人看了3次，就會讓人產生行動念頭。」的個人假設前提上，讓報紙、新聞等通路大量刊登此影片廣告。
因鈴木敏夫分析推測80年代電影廣告媒體大宗是雜誌、90年代是電視機、21世紀後會是便利商店，便推出能讓大眾在羅森購買預售票的方案，這也是吉卜力首次與此類型企業的合作。當時吉卜力有讓旗下動畫師田邊修拍攝數篇預售票廣告動畫，並請擔任千尋與白龍配音的柊瑠美與入野自由來替該系列廣告配音。而羅森最後則有售出32萬張以上預售票成績。

### 預告片
在預告片設計方面，鈴木敏夫將第一份剪接成是千尋誤闖異世界，帶有一些恐懼元素的內容，之後在第二份主旨則以千尋與無臉男之間的互動為主。
但第二份預告片曾遭到其他人反對，因當時多數人認為《神隱少女》是以千尋與白龍為中心的作品。後續宮崎駿也提出為何讓無臉男成為預告片主角的疑問，鈴木敏夫則回應此影片的內容應是「千尋與無臉男的故事」。而鈴木敏夫為了確認自己的想法，計算各角色在分鏡圖裡的出現次數，之後發現次數最多的第一名為千尋，第二名則是無臉男而非白龍。

### 文宣
多次與吉卜力合作，負責構思影片文宣的創作家糸井重里此回所想出的標語是「隧道的另一端，存在著不可思議的小鎮。」。隨著無臉男在中途登場後的劇情發展，讓鈴木敏夫注意到糸井重里所創作的文宣已經不夠把電影主題給表現出來。
後續鈴木敏夫與東寶公司一方的宣傳製作人市川南會談反應此問題時，市川南提出要讓影片熱賣，必須要讓文宣能反應出影片裡包含的哲學，而過去糸井重里替《魔法公主》所想出的文宣「活下去」，就是能讓該作品在市面上獲得迴響的原因之一。市川南認為此影片所要表達出的是「生存之力」，便替鈴木敏夫想出第二份的新文宣「喚醒生存的力量吧」。

## 上映

### 票房收視
影片於2001年7月20日上映後，在一週內達到近30億日圓票房，9月13號當天累積到193億多，逼近吉卜力之前票房最好作品《魔法公主》的成績，並且在上映期間創下連續11週位於票房榜首、連續26週排在票房前10名、和首映後的一年內時間裡重新上映4次等等記錄。最後累積了约2350万觀看人次、304亿以上的票房收入，成为日本历史上最卖座的影片。往後2014與2016年期間在日本引發風潮熱賣的迪士尼動畫《冰雪奇緣》、以及新海誠執導的《你的名字。》，也都未能突破《神隱少女》在日票房成績。其日本影史冠軍寶座直至2020年12月才被《鬼滅之刃劇場版 無限列車篇》超越。
日本海外部份在美國上映時，最初僅安排在151間戲院播放，獲得第75屆奧斯卡最佳動畫片獎後期間，最多曾讓上映戲院增至714間。亞洲部份臺灣與香港在2001年底上映，分別達到7400多萬臺幣與2500多萬港幣的成績。歐洲部份在法國公開時，有安排了比過去《魔法公主》於當地上映多出3倍的戲院數。日本海外累積的觀看人數約有900多萬，其中佔較多比例的是韓國200多萬，以及法國跟美國分別皆150多萬的觀眾次數。在全球所累積票房總計則約2億7千萬美元。
2003年1月24日日本電視台《週五RoadShow》節目首播此影片時，在關東、關西地區分別曾一度創下46.9%、46.1%的高收視率。2016年夏季《神隱少女》在吉卜力官方票選活動中獲得最想再重看一次作品的排行首位，便在當年9月期間於日本的札幌、東京、福岡等由北到南五座大城市的指定劇院裡重新上映。
电影于2019年6月21日在中国大陆上映，虽然距离影片首映已经过去了18年，但是《千与千寻》首日票房达到5500余万人民币力压同日上映的《玩具总动员4》，成为当天的票房冠军。台灣地區首映於2001年12月28日，其後台灣甲上娛樂攜手能率影業推出電影重映，定檔於2022年9月8日撥映4k修复版本。

### 各地首映
| 上映地點 | 日期           |
| -------- | -------------- |
| 日本     | 2001年7月20日  |
| 香港     | 2001年12月15日 |
| 新加坡   | 2001年12月20日 |
| 臺灣     | 2001年12月28日 |
|          | 2002年6月28日  |
| 马来西亚 | 2002年11月7日  |
| 以色列   | 2003年6月26日  |
| 巴林     | 2004年1月14日  |
| 土耳其   | 2004年6月18日  |
| 科威特   | 2005年2月2日   |
| 中国大陆 | 2019年6月21日  |

| 上映地點 | 日期          |
| -------- | ------------- |
| 美国     | 2002年9月20日 |
|          | 2003年3月6日  |
| 阿根廷   | 2003年7月17日 |
| 巴西     | 2003年7月18日 |
| 智利     | 2003年7月20日 |
| 委內瑞拉 | 2003年8月6日  |
| 秘魯     | 2003年8月13日 |
| 墨西哥   | 2003年9月12日 |
| 哥伦比亚 | 2003年11月7日 |
| 巴拿马   | 2004年1月9日  |
|          | 2004年1月11日 |

| 上映地點 | 日期           |
| -------- | -------------- |
|          | 2002年12月12日 |

| 上映地點   | 日期                                                |
| ---------- | --------------------------------------------------- |
| 法國       | 2002年4月10日                                       |
| 比利时     | 2002年9月25日                                       |
| 西班牙     | 2002年10月25日                                      |
| 芬兰       | 2002年11月29日                                      |
| 挪威       | 2003年1月24日                                       |
| 斯洛維尼亞 | 2003年2月13日                                       |
| 葡萄牙     | 2003年2月28日                                       |
| 匈牙利     | 2003年3月6日                                        |
| 爱沙尼亚   | 2003年3月7日                                        |
| 瑞士       | 2003年3月27日（德語發音） 2003年4月10日（法語發音） |
| 捷克       | 2003年4月3日                                        |
| 波蘭       | 2003年4月4日                                        |
| 義大利     | 2003年4月18日                                       |
| 荷蘭       | 2003年4月24日                                       |
| 立陶宛     | 2003年4月25日                                       |
| 德国       | 2003年6月19日                                       |
| 奥地利     | 2003年6月20日                                       |
| 希腊       | 2003年9月5日                                        |
| 英国       | 2003年9月12日                                       |
| 爱尔兰     | 2003年9月12日                                       |
| 瑞典       | 2003年9月19日                                       |
| 斯洛伐克   | 2003年9月25日                                       |
|            | 2003年9月30日                                       |
| 丹麦       | 2003年10月10日                                      |

## 反應
| 媒體           | 累積評分 |
| -------------- | -------- |
| AllMovie       | [ 169 ]  |
| Metacritic     | 9.0 / 10 |
| MUBI           | 4.4/5    |
| 爛番茄         | 97 / 100 |
| 網路電影資料庫 | 8.6 / 10 |

### 評價
前TBS電視的日本新聞主播筑紫哲也提及在美國發生911事件後，世界正處於美國與恐怖份子互相堅持自己才是正確一方的緊張時刻，而他在事件後觀看《神隱少女》時發現片中有傳遞出「不同世界就應有不同看法」的重要訊息，能替當時局勢提供一個好的見解。發表《四疊半宿舍，青春迷走》等作品的小說家森見登美彥表示作品裡千尋從闖入進異世界，到離開異世界的過程情節都令人感到驚訝且不可思議，其中自己小學時期從大阪搬回至奈良的經歷，以及年幼時和父親一同在野外冒險中，父親在擅自闖入陌生地方時講著「若惹別人生氣的話道歉就好」情況都讓他與影片內容聯想在一起。另一名撰寫《烏鴉姬不宜穿華裳》的女性作家阿部智里反應出過去在戲院觀看時，感受到在經歷那兩個鐘頭長度的影片播放後，有與過去的自己產生了不同成長。社會文化研究者東浩紀個人分析出在2001至2007年期間日本的御宅文化有較得到社會認可情況，並把此影片獲得第75屆奧斯卡金像獎最佳動畫列為成因之一。
日本海外傳媒方面，影評人羅傑·伊伯特在芝加哥太陽報上給予四顆星滿分的評價，並將它視為年度最佳的影片作品。其它像雜誌《綜藝》則肯定了影片的劇情內容、配樂方面表現。報章方面《紐約時報》表示片裡所包含的文化含義、以及所呈現的影像，解釋出為何此影片在日本院線裡有擊敗電影《鐵達尼號》的能力。《洛杉磯時報》稱讚片中呈現了先前未見的想像力與效果，另《奧蘭多哨兵報》表示影片內容給了觀眾一段彷彿從原先的渾然不知，到歷練多樣事物的特別體驗。而影片在美國正式上映之前，宮崎駿有得知美國一方的試看人士對於影片結局並不是演變成千尋與湯婆婆正面對戰一事感到疑惑，宮崎駿個人認為這是出自於美國的一神論社會文化背景造成對於此片難以理解。
宮崎駿身旁的相關人士如鈴木敏夫認為，這可稱得上是宮崎駿在此之前將自身所具備動畫技巧給全部採用的集大成作品，並且為像是個前半段為千尋、後半段為無臉男之同時包含兩部電影的作品。曾協助替《神隱少女》出資拍片的前日本電視台會長氏家齊一郎則有當面向宮崎駿坦白表示著雖然恭喜此片熱賣，但個人並不太清楚劇情到底是在表達什麼的另種回應。在原作者評論方面，宮崎駿認為最能代表影片中的高潮段落，是千尋搭乘海原電鐵時的那一段寧靜內容。

### 提名獎項
影片在上映後兩年期間陸續拿下多項日本國內、海外的多項電影大獎，並且是繼今井正的《武士道殘酷物語》後，第二個在世界三大影展之一柏林影展中拿下金熊獎的日本電影。前吉卜力的海外事務主管史蒂夫·艾伯特表示著當時柏林影展評審團在觀賞此片以前，因為已看過數部影片而開始產生疲倦，但在《神隱少女》一開始播放後則被片中的劇情內容給喚醒精神。
《神隱少女》也成為第一部得到奧斯卡最佳動畫片獎的日本動畫，雖然在該成果發表之前吉卜力內部另有著比較看好迪士尼動畫《星際寶貝》能得到此獎項的猜測。
| 提名獎項清單 | 提名獎項清單                                        | 提名獎項清單       | 提名獎項清單 |
| 年份         | 主辦單位                                            | 項目               | 結果         |
| ------------ | --------------------------------------------------- | ------------------ | ------------ |
| 2001年       | 日本網路電影大獎                                    | 日本電影作品獎     | 獲獎         |
| 2001年       | 第5屆日本新媒體動漫藝術節                           | 动画部门大獎       | 獲獎         |
| 2001年       | 第6屆神戶動畫獎                                     | 最佳劇場部門作品   | 獲獎         |
| 2001年       | 第14屆日刊體育電影大獎                              | 作品獎             | 獲獎         |
| 2001年       | 第19屆全國興業環境衛生同業組合連合會GlodenGross大獎 | 最優秀金獎         | 獲獎         |
| 2001年       | 第44屆藍絲帶獎                                      | 作品獎             | 獲獎         |
| 2001年       | 第26屆報知電影獎                                    | 導演獎             | 獲獎         |
| 2001年       | 第56屆每日電影獎                                    | 日本電影迷獎       | 獲獎         |
| 2001年       | 第56屆每日電影獎                                    | 最佳動畫電影       | 獲獎         |
| 2002年       | 東京動畫獎                                          | 年度最佳動畫       | 獲獎         |
| 2002年       | 東京國際動畫博覽會                                  | 大獎賽作品         | 獲獎         |
| 2002年       | 日本電影電視製作協會金色飛翔獎                      | 電影部門作品獎     | 獲獎         |
| 2002年       | 全州國際電影節                                      | 觀眾獎             | 獲獎         |
| 2002年       | 阿姆斯特丹國際兒童影展                              | 電影獎             | 獲獎         |
| 2002年       | 國家評論協會                                        | 最佳動畫電影       | 獲獎         |
| 2002年       | 線上影評人協會                                      | 最佳動畫電影       | 獲獎         |
| 2002年       | 波士頓影評人協會                                    | 特別推薦作品       | 獲獎         |
| 2002年       | 舊金山國際影展                                      | 最佳劇情長片       | 獲獎         |
| 2002年       | 猶他影評人協會獎                                    | 最佳影片           | 獲獎         |
| 2002年       | 猶他影評人協會獎                                    | 最佳非英語電影     | 獲獎         |
| 2002年       | 第5屆日本新媒體動漫藝術節                           | 動畫部門大獎       | 獲獎         |
| 2002年       | 第21屆香港電影金像獎                                | 最佳亞洲電影       | 獲獎         |
| 2002年       | 第25回日本電影金像獎                                | 最佳电影奖         | 獲獎         |
| 2002年       | JASRAC獎                                            | 金奖               | 獲獎         |
| 2002年       | 第28屆洛杉磯影評人協會                              | 最佳動畫電影       | 獲獎         |
| 2002年       | 第52屆柏林影展                                      | 金熊獎             | 獲獎         |
| 2002年       | 第68屆紐約線上影評人協會                            | 最佳動畫電影       | 獲獎         |
| 2003年       | 阿姆斯特丹奇幻影展                                  | 銀色呼嘯獎         | 獲獎         |
| 2003年       | 鳳凰城影評人協會                                    | 最佳動畫電影       | 獲獎         |
| 2003年       | 第7屆衛星獎                                         | 動畫電影獎         | 獲獎         |
| 2003年       | 第8屆評論家選擇獎                                   | 最優秀動畫電影獎   | 獲獎         |
| 2003年       | 第29屆土星獎                                        | 最佳動畫電影獎     | 獲獎         |
| 2003年       | 第30屆安妮獎                                        | 安妮獎最佳動畫片獎 | 獲獎         |
| 2003年       | 第75屆奧斯卡金像獎                                  | 奧斯卡最佳動畫片獎 | 獲獎         |
| 2004年       | 第57屆英國電影學院獎                                | 最佳非英語電影     | 提名         |

### 列名項目
- 日本電影雜誌《電影旬報》：2001年度十大電影票選第3名[218]
- 日本影音作品排行統計Oricon公信榜：2009年網路票選歷屆日本電影金像獎中最想再重看一次的電影[219]
- 美國音樂流行雜誌《滾石》：史上最佳前40部動畫電影第2名[220]
- 美國音樂綜藝雜誌《Paste》：2000至2009年最佳前50大電影作品第40名[221]
- 美國多媒體雜誌《Complex》：史上最佳50部動畫電影之一[222]
- 美國報章《紐約時報》：21世紀最佳前25部電影第2名[13]
- 英國媒體公司BBC：177位評論家票選21世紀最偉大100部電影第4名[223]
- 英國電影雜誌《帝國》：世界百大電影作品第10名[224]、讀者票選百大電影作品第80名[225]
- 英國文化訊息雜誌《Time Out》：史上前15大動畫電影第1名[14]
- 英國電影協會：前50部最適合14歲孩童觀賞電影作品之一[226]
- 電影、電子遊戲評論網站Metacritic：2000至2009年期間累積最高評分電影作品第7名[227]
- 電子遊戲評論網站IGN：前25大動畫排行第12名[228]
- 影片評論網站爛番茄：最佳50部動畫排行第13名[229]。爛番茄滿25週年特別專題「影評家選出過去25年的最佳電影」排行榜第7名[230]。
- 影片新聞網站Screen Rant：最佳前14部日本動畫電影之一[231]
- 影片新聞網站ThePlayList：21世紀至今最佳前50部動畫電影第1名[232]
- 吉卜力工作室2016年夏季官方總選舉：最想在戲院重看的吉卜力作品第1名[165]
- 雅虎日本新聞部平成編年史：平成時代6部頂級動畫之一[註 5][233]。
- 《Paste（英语：Paste (magazine)）》：前100名不限年份的最佳日本動畫電影第2名[234]。
- 電影資訊和評論網站《IndieWire》：21世紀最佳41部動畫電影第1名[235]。

## 相關產品

### 影視产品

台灣3區DVD《神隱少女》原始畫面（上）與調整色溫後的畫面（下）

日文版DVD於2002年7月19日開始發行，當時在日本發行的DVD特別版另包含附上一台以木質外殼打造印有吉卜力工作室圖案的DVD播放機，或是附上一座15吋高度的油屋模型。發行一週後期間有在Oricon公信榜上取得影音作品銷售排行的榜首，最後在日本達到賣出約300萬張的成績，若與錄影帶版合計則達500多萬份。
但日文版DVD在畫面表現上出現爭議，因有呈現畫面偏紅、偏暗情況，並曾因此引發出消費者投訴事件。之後在2002年第二屆日本OTAKU大獎中，為了諷刺DVD有畫面偏紅的問題，而頒給了《神隱少女》「赤熊獎」。
日本海外地區的影音發行方面，在全球有由迪士尼直接或间接授权給其它廠商发行，如中國版VCD是中录德加拉发行，臺湾、香港版本DVD分别由博伟和洲立推出。其它三區的港版、台版DVD畫面上與二區日版DVD同樣有色彩偏紅及較灰暗的情況，但吉卜力和博偉在2003年時宣佈並对未有進入市场的DVD產品进行回收。事後於北美一區、歐洲二區、澳洲四區等所發行的DVD則皆為正常的色溫畫面。
往後於2014年夏季推出的高解析畫面藍光影碟版本方面，則未有之前DVD版本畫面偏紅的色溫問題情況。

### 音樂專輯

#### 單曲
由木村弓演唱錄製的單曲於2001年7月18日發行，後續有獲得到第43屆日本唱片大獎中的金獎，以及日本電影金像獎裡的主題歌獎。

#### 印象專輯
作為電影原聲帶雛形的印象專輯裡，久石讓有以宮崎駿所填寫的詩詞來套用在作曲靈感上，其中角色無臉男之主題歌《寂寞、如此寂寞》有著「想把妳吃下去」之類內容較驚悚的歌詞，讓宮崎駿事後認為這些歌詞的確不適合改編放在電影裡。
另印象專輯在市面上的銷售份量為5萬張左右。
| 曲目                     | 創作/演唱                                               | 備註                               |
| ------------------------ | ------------------------------------------------------- | ---------------------------------- |
| 1.回到那一日的河川（）   | 作曲：久石讓 演唱：山形夕佳（）                         | 改編收錄成原聲帶曲目《那個夏天》   |
| 2.黑夜降臨（）           | 作曲：久石讓                                            | 改編收錄成原聲帶曲目《黑夜來臨》   |
| 3.眾神們（）             | 作詞：宮崎駿 作曲：久石讓 主唱：静流 合唱：藤堂彰寬     | 改編收錄成原聲帶曲目《眾神們》     |
| 4.油屋（）               | 作詞：宮崎駿 作曲：久石讓 主唱：上條恆彥 合唱：西田美和 | 改編收錄成原聲帶曲目《工作真辛苦》 |
| 5.不可思議國度的居民（） | 作曲：久石讓                                            | 改編收錄成原聲帶曲目《鍋爐蟲》     |
| 6.寂寞、如此寂寞（）     | 作詞：宮崎駿 作曲：久石讓 演唱：釜萢弘（）              | -                                  |
| 7.孤獨（）               | 作曲：久石讓                                            | -                                  |
| 8.海（）                 | 作曲：久石讓                                            | 改編收錄成原聲帶曲目《第六個車站》 |
| 9.白龍（）               | 作詞：宮崎駿 作曲：久石讓 演唱：RIKKI                   | -                                  |
| 10.千尋的華爾茲（）      | 作曲：久石讓                                            | 改編收錄成原聲帶曲目《》           |

#### 原聲帶
影片的原聲帶由久石讓指揮、新日本愛樂交響樂團負責演奏，後續在2001年東京國際動畫博覽會以及2002年16屆日本金唱片大獎上獲得年度最佳動畫專輯獎項。
原聲帶在銷售方面則有35萬張以上的成績。
| 曲目                 | 創作/演唱                                |
| -------------------- | ---------------------------------------- |
| 1.那個夏天（）       | 作曲：久石讓                             |
| 2.通道（）           | 作曲：久石讓                             |
| 3.沒有人的小吃店（） | 作曲：久石讓                             |
| 4.黑夜來臨（）       | 作曲：久石讓                             |
| 5.白龍少年（）       | 作曲：久石讓                             |
| 6.鍋爐蟲（）         | 作曲：久石讓                             |
| 7.眾神們（）         | 作曲：久石讓                             |
| 8.湯婆婆（）         | 作曲：久石讓                             |
| 9.溫泉屋的早晨（）   | 作曲：久石讓                             |
| 10.那一天的河川（）  | 作曲：久石讓                             |
| 11.工作真辛苦（）    | 作曲：久石讓                             |
| 12.腐爛神（）        | 作曲：久石讓                             |
| 13.千的勇氣（）      | 作曲：久石讓                             |
| 14.無底洞（）        | 作曲：久石讓                             |
| 15.無臉男（）        | 作曲：久石讓                             |
| 16.第六個車站（）    | 作曲：久石讓                             |
| 17.湯婆婆狂亂（）    | 作曲：久石讓                             |
| 18.沼底之家（）      | 作曲：久石讓                             |
| 19.（）              | 作曲：久石讓                             |
| 20.歸日（）          | 作曲：久石讓                             |
| 21.永遠常在（）      | 作詞：覺和歌子 作曲：木村弓 演唱：木村弓 |

## 舞台劇
2021年2月25日，東寶正式宣布將推出2001年宮崎駿經典動畫《神隱少女》改編舞台劇，並將由《悲慘世界》東尼獎導演約翰卡德編劇、執導。並將在2022年展開國內巡演，作為東寶創立九十周年紀念活動的一部分。舞台劇版《神隱少女》將採用雙主演模式，由橋本環奈與上白石萌音演出「荻野千尋」一角。
本劇並於2023年4月宣布同年8月及2024年３月將分別於名古屋御園座、帝國劇場再演，千尋一角仍由橋本環奈與上白石萌音擔綱演出。
2025年7月14日至8月17日期間，本劇在上海文化广场演出。
| 角色                                   | 演員(2022) | 演員(2022) | 演員(2023)                 | 演員(2023)                 |
| -------------------------------------- | ---------- | ---------- | -------------------------- | -------------------------- |
| 荻野千尋（おぎの ちひろ）/小千（せん） | 橋本環奈   | 上白石萌音 | 橋本環奈                   | 上白石萌音                 |
| 白龍（ハク）                           | 三浦宏規   | 醍醐虎汰朗 | 三浦宏規                   | 醍醐虎汰朗                 |
| 湯婆婆（ゆばーば）／錢婆婆（ぜにーば） | 夏木麻里   | 朴璐美     | 夏木麻里                   | 朴璐美                     |
| 鍋爐爺爺（かまじい）                   | 田口智朗   | 橋本哲     | 田口智朗                   | 田口智朗                   |
| 無臉男（カオナシ）                     | 菅原小春   | 辻本知彥   | 森山開次／小㞍健太／山野光 | 森山開次／小㞍健太／山野光 |
| 小玲（リン）／千尋母親（千尋の母）     | 咲妃美優   | 妃海風     | 華優希                     | 華優希                     |
| 兄役／千尋父親（千尋の父）             | 大澄賢也   | 大澄賢也   | 堀部圭亮                   | 堀部圭亮                   |
| 父役                                   | 吉村直     | 吉村直     | 伊藤俊彥                   | 伊藤俊彥                   |
| 青蛙                                   | 小幡大哥   | 小幡大哥   | 小幡大哥                   | 小幡大哥                   |

## 外部連結
- 互联网电影数据库（IMDb）上《千与千寻》的资料（英文）
- Yahoo奇摩電影上《千与千寻》的資料（繁體中文）
- 開眼電影網上《千与千寻》的資料（繁體中文）
- 时光网上《千与千寻》的資料（简体中文）
- 豆瓣电影上《千与千寻》的資料 （简体中文）